# Chiruromys vates
Chiruromys vates is een knaagdier uit het geslacht Chiruromys dat voorkomt op Nieuw-Guinea. Dit dier leeft in het laagland- en heuvelregenwoud van de zuidelijke helft van Papoea-Nieuw-Guinea, ten zuiden van de Centrale Cordillera. Net als andere soorten van zijn geslacht leeft hij in bomen. Door de Daribi (Chimbu Province) wordt dit dier "nesebere" genoemd.
C. vates verschilt van de twee andere soorten van het geslacht door zijn puntige (in plaats van ronde) oren en roodachtige (in plaats van bruine of grijze) vacht. Ook is hij veel kleiner dan C. forbesi. De kop-romplengte bedraagt 84,5 tot 126 mm, de staartlengte 128 tot 183 mm, de achtervoetlengte 22,5 tot 26 mm, de oorlengte 13,5 tot 19 mm en het gewicht 23 tot 68 gram. Vrouwtjes hebben 1+2=6 mammae.